# Симода
Симо́да (яп. 下田市 Симода-си) — город в Японии, находящийся в префектуре Сидзуока. Площадь города составляет 104,70 км², население — 23 442 человека (1 августа 2014), плотность населения — 223,90 чел./км². Место подписания Симодского трактата.

## Географическое положение
Город расположен на острове Хонсю в префектуре Сидзуока региона Тюбу. С ним граничат посёлки Минамиидзу, Кавадзу, Мацудзаки.

## Население
Население города составляет 23 442 человека (1 августа 2014), а плотность — 223,90 чел./км². Изменение численности населения с 1980 по 2005 годы:
| 1980 | 31 007 чел. |  |
| 1985 | 30 209 чел. |  |
| 1990 | 30 081 чел. |  |
| 1995 | 29 103 чел. |  |
| 2000 | 27 798 чел. |  |
| 2005 | 26 557 чел. |  |

## Символика
Деревом города считается Cerasus speciosa, цветком — гортензия.